# 坎达拉努
坎达拉努（英語：Kandalanu，？—前627年）巴比伦第九王朝末位国王（公元前647年—公元前627年在位）。前任国王沙马什·舒姆·乌金死于亚述人之手后，他由亚述拥立。